# هندن (دائرة انتخابية في المملكة المتحدة)
هندن  (بالإنجليزية: Hendon)‏ هي إحدى الدوائر الانتخابية في المملكة المتحدة الممثلة في مجلس العموم في برلمان المملكة المتحدة.
عضو البرلمان الذي يمثلها حالياً هو :Mr Andrew Dismore (Lab).